# شجرة رغامية قصبية

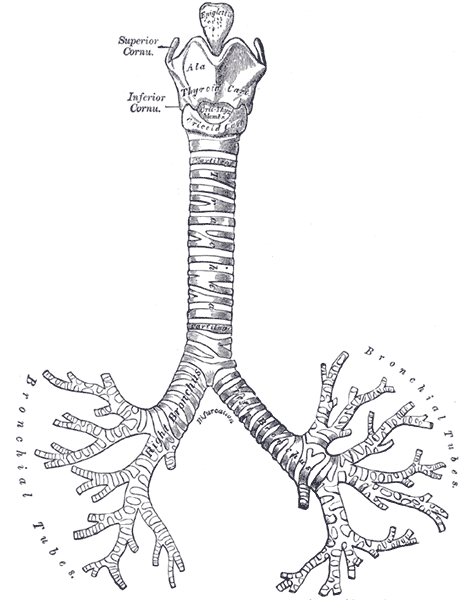
الشجرة الرغامية القصبية

الشجرة الرغامية القصبية (بالإنجليزية: Tracheobronchial tree)‏ هي عبارة عن شبكة المسالك الهوائية المتفرعة، التي تزود الرئتين بالهواء ويمكن تشبيهها بشجرة مقلوبة رأساً على عقب حيث تشكل الرغامى جذعها والقصبتان وتفرعاتهما اغصانها. 
الشجرة الرغامية القصبية مغطاة بظهارة اسطوانية الخلايا. أَضرار للشجرة الرغامية القصبية قد تكون مُميتة بسبب إعاقة عملية التنفس.